# Nnamdi Azikiwe Stadium
Nnamdi Azikiwe Stadium – wielofunkcyjny stadion w mieście Enugu, w Nigerii.
Najczęściej używany jest jako stadion piłkarski, a swoje mecze rozgrywa na nim drużyna Enugu Rangers. Może pomieścić 25 tysięcy widzów.